# 蒙茅斯 (加利福尼亞州)
蒙茅斯（英語：Monmouth）是位於美國加利福尼亞州弗雷斯諾縣的一個人口普查指定地區。

## 地理
蒙茅斯的座標為36°33′58″N 119°44′24″W / 36.56611°N 119.74000°W，而該地最高點為海拔高度84米（即276英尺）。

## 人口
根據2010年美國人口普查的數據，蒙茅斯的面積為0.798平方千米，當中陸地面積為0.798平方千米，而水域面積為0.000平方千米。當地共有人口152人，而人口密度為每平方千米190人。